# Cojeul British Cemetery
Le  Cojeul British Cemetery   est un cimetière militaire britannique de la Première Guerre mondiale, situé sur le territoire de la commune de Saint-Martin-sur-Cojeul, dans le département du Pas-de-Calais, à l'est d'Arras.
Un autre cimetière militaire britannique est implanté sur le territoire de la commune : le Saint-Martin Calvaire British Cemetery.

## Localisation
Ce cimetière est à un kilomètre au sud-est du village, dans le prolongement de la rue de Fontaine, à proximité de l'autoroute A 1.

## Histoire

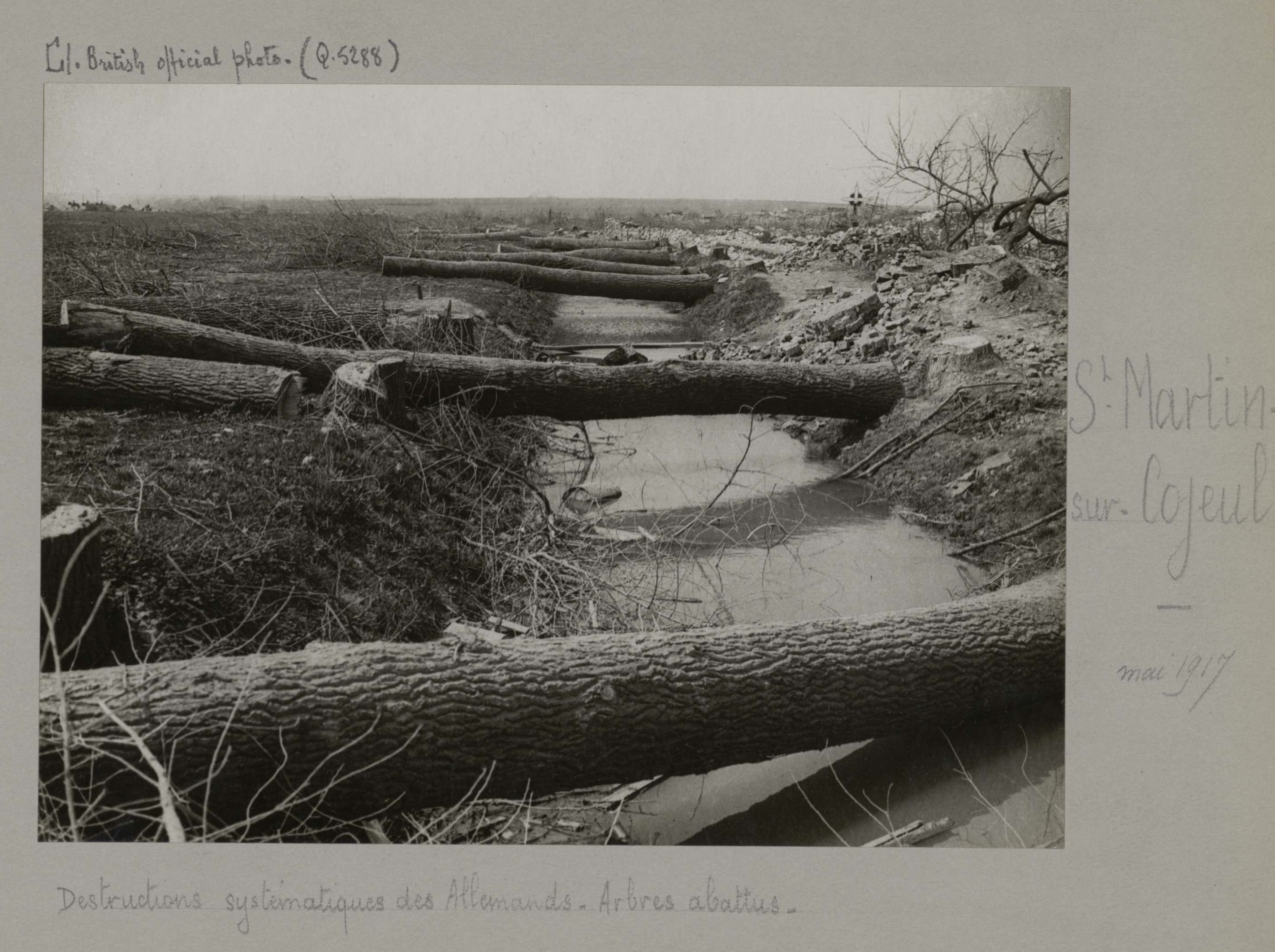
Etat du ruisseau Le Cojeul en mai 1917 après le retrait des Allemands sur la Ligne Hindenburg. On aperçoit sur la droite une tombe allemande et sur la gauche, des cavaliers britanniques (photo Armée britannique).

Aux mains des Allemands dès fin août 1914, le village reste loin des combats jusqu'en mars 1917, date à laquelle les Allemands  évacuent tous les habitants et détruisent complètement les habitations pour transformer la zone en un no man's land à la suite de leur retrait sur la ligne Hindenburg.
Le village de Saint-Martin-sur-Cojeul est pris par la 30e division le 9 avril 1917. Il est perdu en mars 1918 lors de l'offensive du Printemps de l'armée allemande et est repris définitivement en août suivant lors de la percée de la ligne Hindenburg.
Le cimetière britannique St. Martin Calvaire a été nommé d'après un calvaire qui a été détruit pendant la guerre. Il a été commencé par des unités de la 30e division en avril 1917 et utilisé jusqu'en mars 1918.
Le cimetière britannique de Cojeul est commencé par l'officier funéraire de la 21e division en avril 1917 et utilisé par les unités combattantes jusqu'en octobre suivant. Il est très gravement endommagé lors des combats de fin août 1918.
Le cimetière contient 350 sépultures et commémorations de la Première Guerre mondiale dont 35 sont non identifiées et 31 tombes détruites par des tirs d'obus sont représentées par des monuments commémoratifs spéciaux.

## Caractéristiques
Ce cimetière a un plan rectangulaire de 40 m sur 25 et est entouré d'un muret de moellons et d'un mur de briques le long du cimetière communal. Le cimetière a été conçu par Edwin Lutyens et George Hartley Goldsmith

## Sépultures
| Pays        | Sépultures |
| ----------- | ---------- |
| Royaume-Uni | 350        |

## Galerie

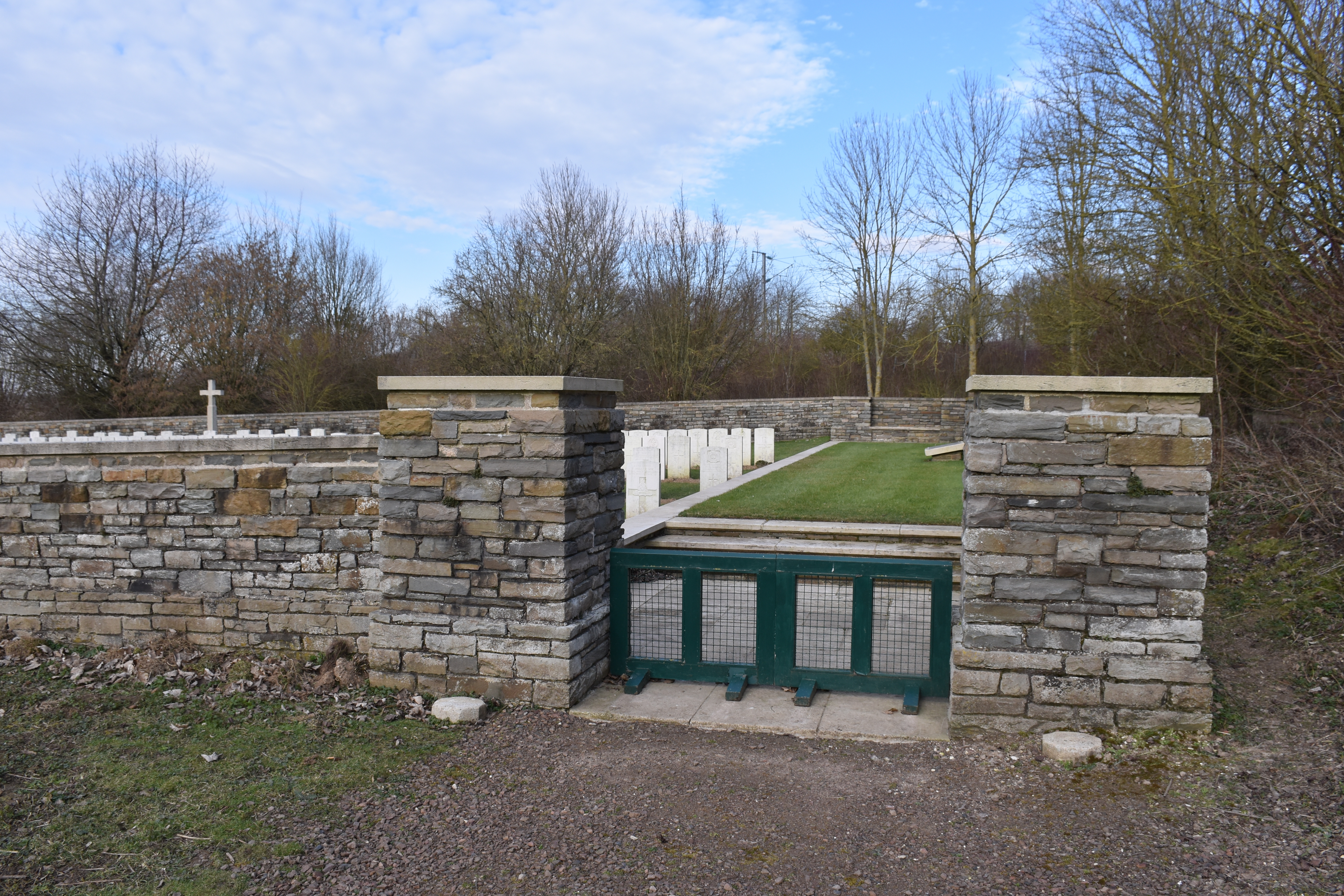
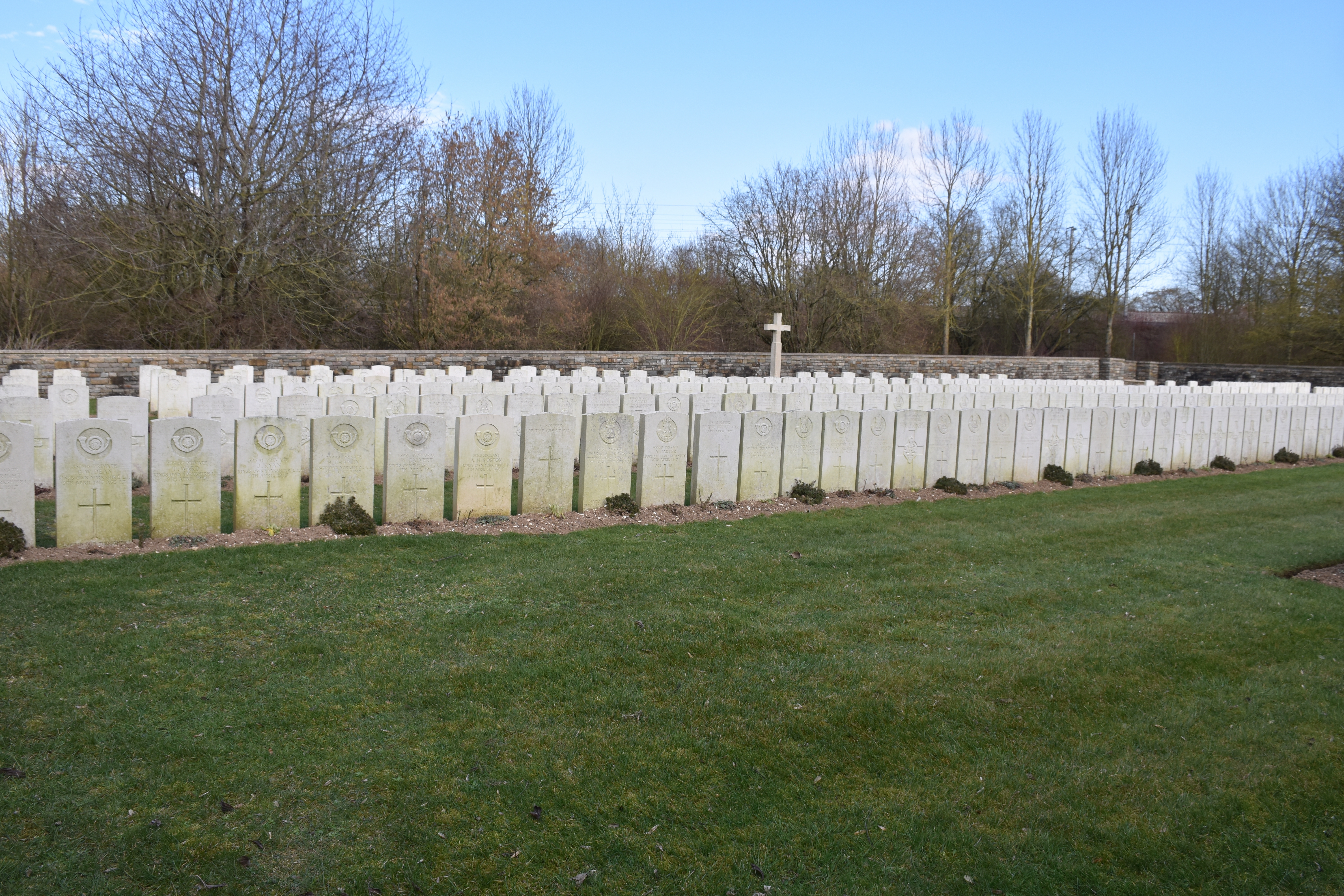
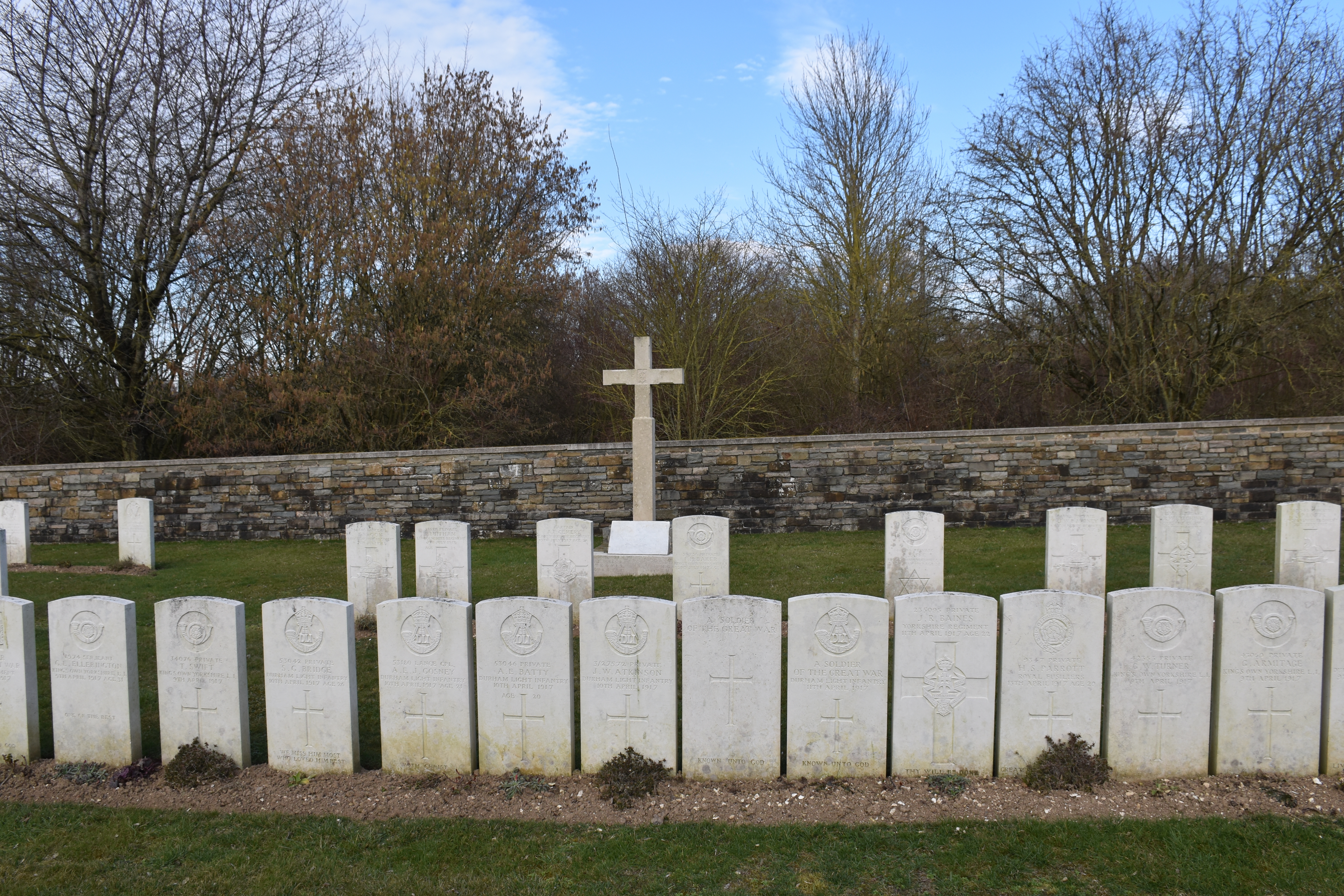
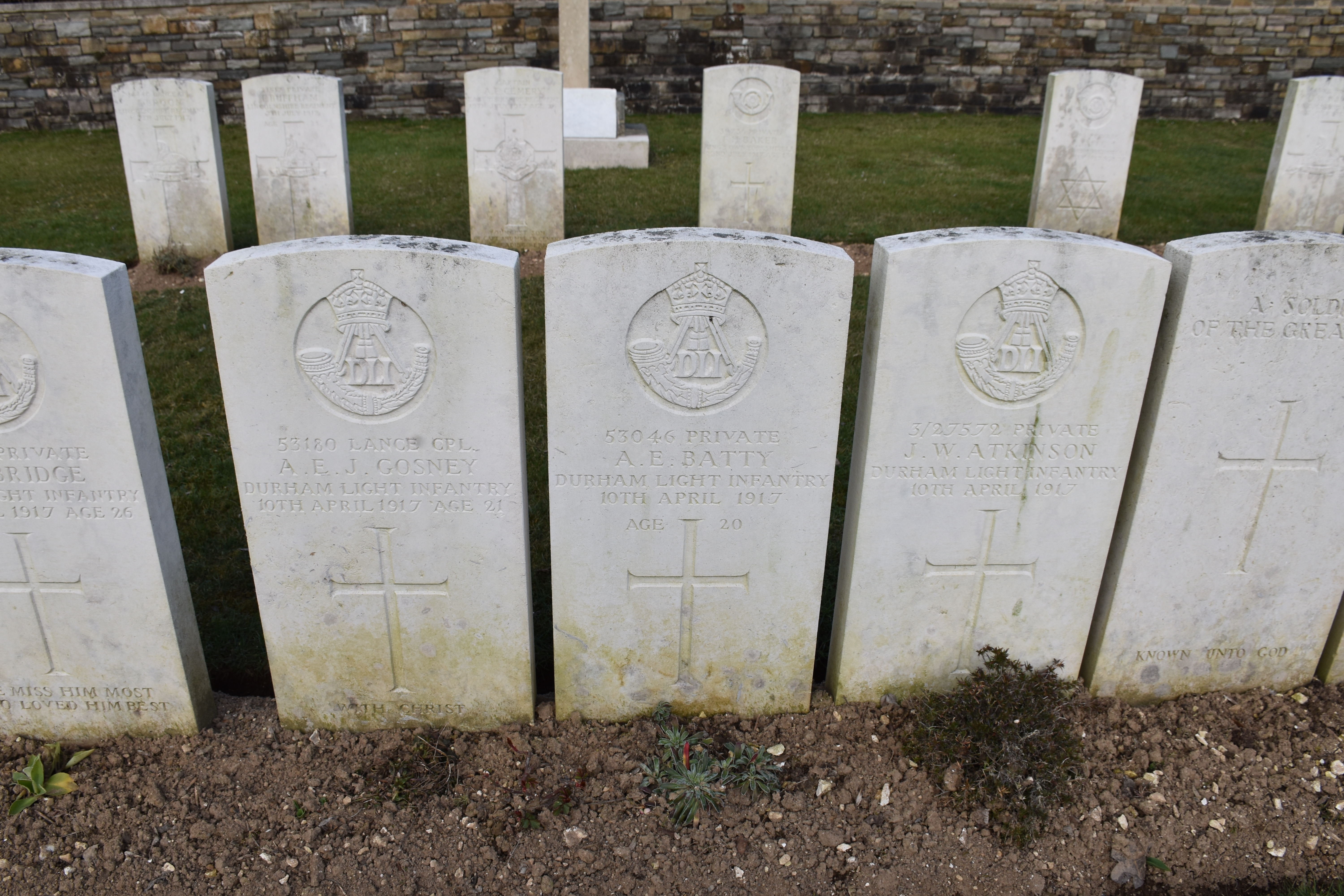
Les tombes de soldats du Durham Light Infantry tombés le 10 avril 1917.
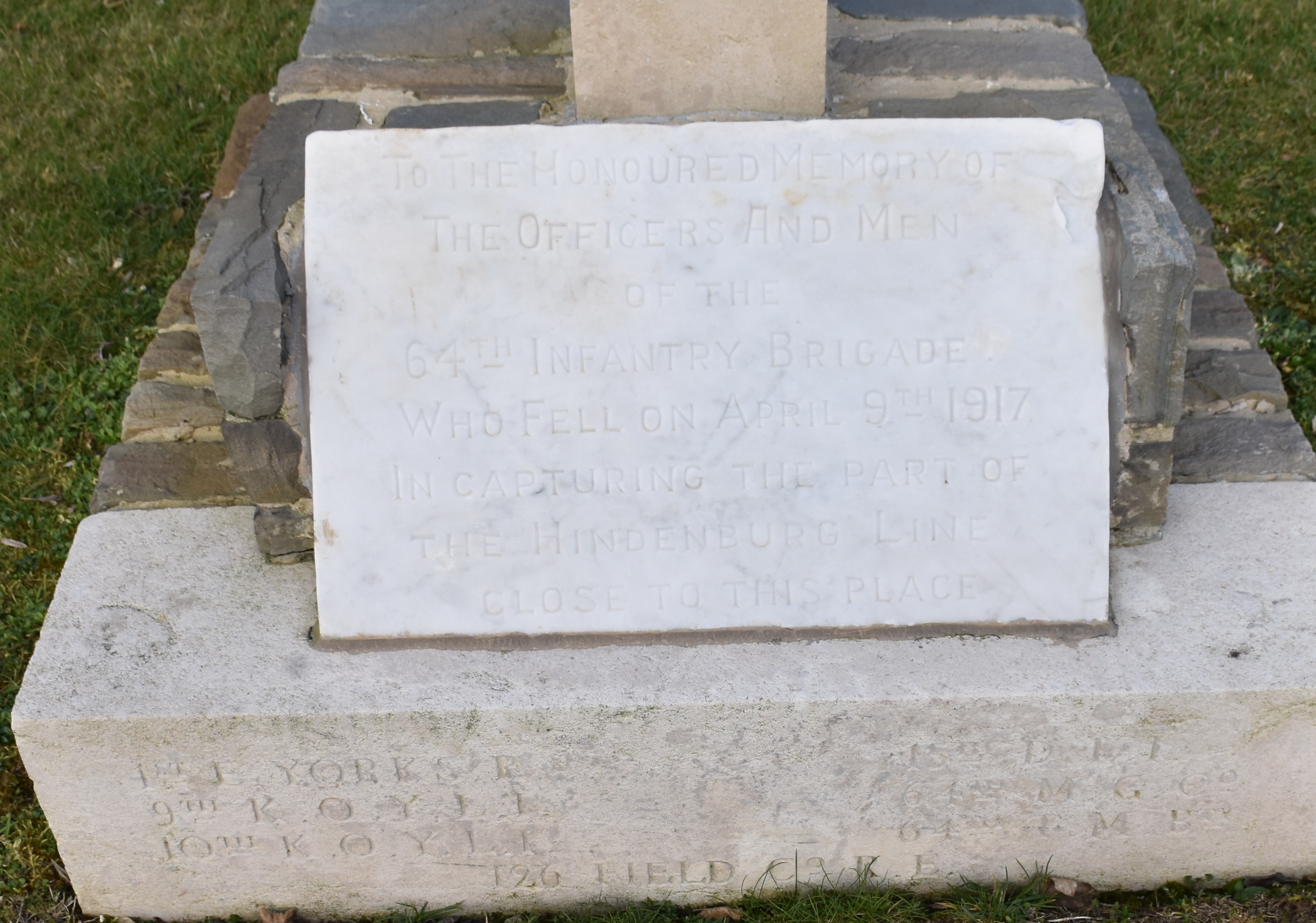
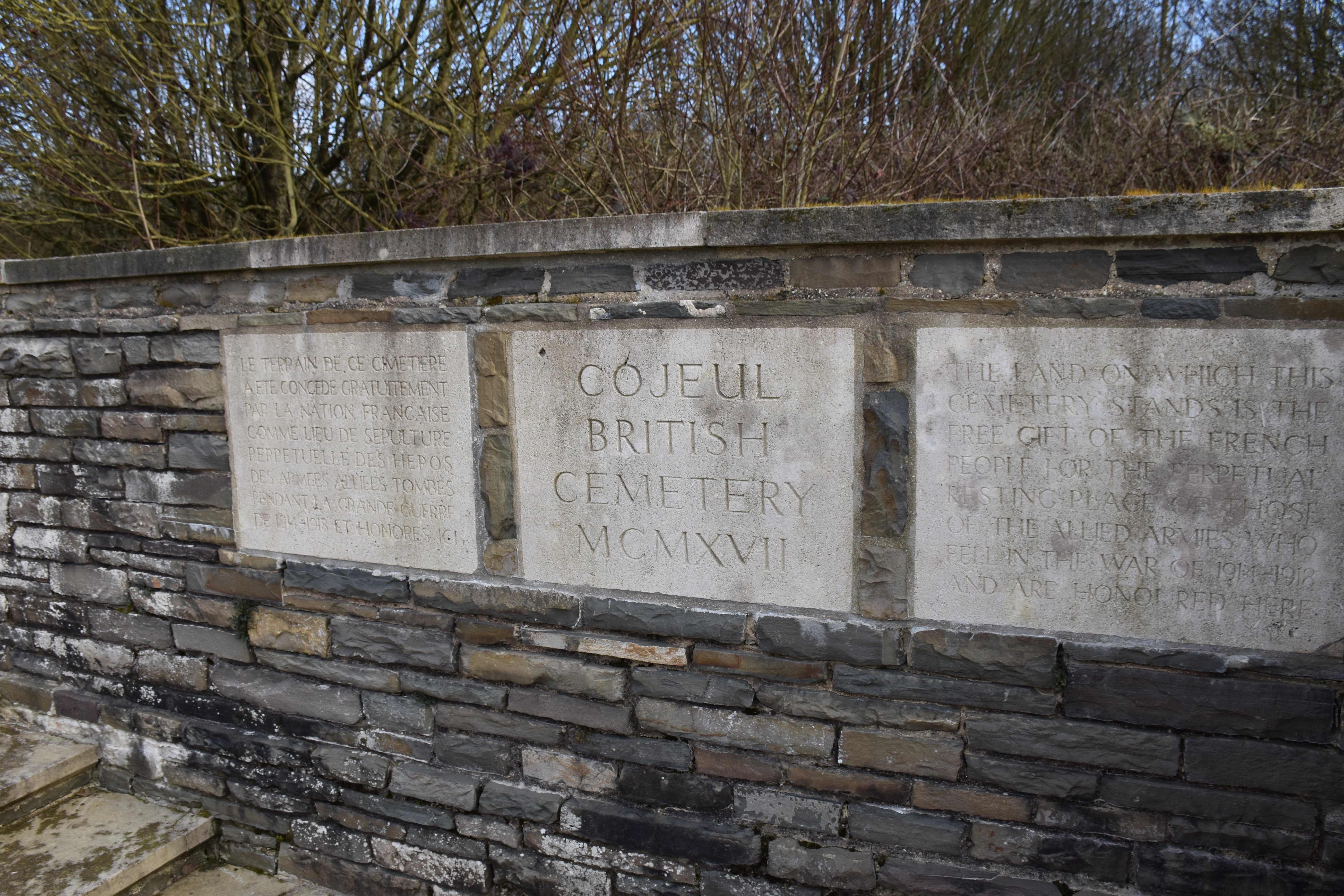

## Pour approfondir